# Értelmes Tervezettség Mozgalom Egyesület
Az Értelmes Tervezettség Mozgalom Egyesület (rövidítése: ÉRTEM; korábban: Értelmes Tervezettség Munkacsoport) az értelmes tervezettség mozgalmának magyarországi képviselőjeként létrejött egyesület, 2001-ben alakult. Elnöke Farkas Ferenc okleveles vegyészmérnök, tiszteletbeli elnöke Jeszenszky Ferenc fizikus, a Magyar Tudományos Akadémia Kutatásszervezési Intézetének nyugalmazott főosztályvezetője volt haláláig (2011). Gyakori szószólói közé tartozik még Tasi István kultúrantropológus, vaisnava teológus és Krisna-tudatú szerzetes, aki 2008-ig vezette az egyesületet.
Tevékenységük főként az általuk hibásnak tartott evolúciós elmélet kritikájából áll. Ennek során igyekeznek az intelligens tervezés koncepcióját a magyar közvéleménnyel megismertetni, valamint igyekeznek elérni nézeteik felvételét a közoktatás tananyagába.
Más intelligens tervezést propagáló kreacionista szervezetekkel együtt az ÉRTEM is „materialista elméletnek” ítéli az evolúciót, mely szerintük egy nem bizonyított, problémákkal küszködő hipotézis. Egyúttal véleményük szerint az általunk ismert világ egy „felsőbbrendű intelligens lény tervező munkájának eredménye”. Más hasonló nézeteket valló csoportokhoz hasonlóan az ÉRTEM sem foglal állást ezen intelligens tervező kilétéről, tevékenységének természetéről vagy a tervezés folyamatairól. A mozgalomnak tehát nem létezik kutatási programja vagy tudományos módszerekkel tesztelhető hipotézise.
Elképzeléseik a tudományos közösségben súlytalanok. Nézeteiket nem lektorált folyóiratokban, hanem előadásokkal, újságcikkekkel és könyvekkel igyekeznek elfogadtatni a nagyközönséggel.
Az intelligens tervezést a világ számos tudományos szervezete mellett a Magyar Tudományos Akadémia is állásfoglalásban minősítette áltudománynak.
Bár a csoport igyekszik magát megkülönböztetni a nyíltabban vallási motivációjú kreacionista mozgalmaktól, az általuk propagált intelligens tervezés nézetét a tudományos közvélemény egyértelműen a vallásos kreacionista mozgalmak közé sorolja, s ezen véleménnyel egybecseng a Kitzmiller kontra doveri iskolaszék per ítélete is, mely nemcsak vallási csoportoktól megkülönböztethetetlennek ítélte nézeteiket, de oktatásukat a körzet állami iskoláinak természettudományos óráin az USA alkotmányának első kiegészítésének az állam és egyház szétválasztásáról rendelkező cikkelyére hivatkozva meg is tiltotta.

## Az intelligens tervezés nézete
Az 1980-as évek közepén az Egyesült Államokból indult intelligenstervezés-mozgalom szószólói szerint „a világegyetem és az élővilág bizonyos jellegzetességei leginkább egy intelligens ok által magyarázhatók, s nem irányítatlan folyamatokkal, mint a természetes szelekció”
. Az intelligens tervezés a teleológiai istenérv modern változata azzal a módosítással, hogy nem tesz kijelentéseket a tervező természetéről vagy kilétéről, ezzel próbálván elkerülni a kreacionizmus, mint természettudomány oktatását megtiltó pereket
. Legismertebb szószólói az amerikai Discovery Institute konzervatív keresztény agytröszttel állnak kapcsolatban.
Az intelligens tervezés hagyományos támogatói elsősorban keresztények, azonban a mozgalom létezik a muzulmán Törökországban is, továbbá a védikus kreacionizmust hirdető Krisna-tudat Nemzetközi Szervezete (ISKCON) és a Raëliánus Egyház UFO-vallás is a nézet támogatói közé tartozik.

### Az intelligens tervezés története

A „creation” és „design” illetve a „creationis” és „intelligent design” kifejezések számának változása az Of Pandas and People című könyv különböző változataiban 1983-tól 1993-ig.

A mozgalom szószólói szerint az intelligens tervezés születése a molekuláris biológia utóbbi évtizedekben bekövetkezett fejlődésének következménye, mely rámutatott az élőlények komplexitására.
A mozgalom kritikusai, továbbá bírósági döntések azonban rávilágítanak arra, hogy a intelligens tervezés az Amerikai Egyesült Államok közoktatásának természettudományos tantervéből egyre inkább kiszoruló vallásos kreacionizmus, majd teremtéstudomány egyszerű átcímkézése.
Az első világháborút követő években a Butler-törvény és az ahhoz hasonló jogi szabályozások Amerika-szerte igyekeztek akadályozni az ember evolúciós származásának oktatását. Az 1950-es évek végén a Szputnyik-sokk következtében a törvényhozás a természettudományos oktatás javítását tűzte ki célul, melynek eredményeként az USA állami iskoláinak felében az evolúciót is tartalmazó tankönyveket használtak. Az 1968-as Epperson kontra Arkansas per döntésében az Amerikai Egyesült Államok Legfelsőbb Bírósága az USA alkotmányának első kiegészítésének az állam és egyház szétválasztásáról rendelkező cikkelyére (Establishment Clause) hivatkozva érvénytelenítette azt az Arkansas állam által 1928-ban hozott törvényt, mely megtiltotta az evolúció oktatását a közoktatásban. Az 1987-es Edwards kontra Aguillard per döntése a tudományos kreacionizmus oktatását is alkotmányba ütközőnek találta.
Az Edwards-per döntését követően a később Of Pandas and People néven ismertté vált, Percival Davis és Dean H. Kenyon által 1983 óta előkészületben lévő teremtéstudomány-tankönyv 150 teremtésre utaló szavát (például creation – teremtés; creationism – kreacionizmus, creationist – kreacionista) szisztematikusan intelligens tervezésre utaló kifejezésekre cserélték. Egy esetben azonban az átírás folyamatába hiba csúszhatott, mely a „cdesign proponentsists” betűsort eredményezte. Erre a hibára a mozgalom kritikusai gyakran mint a kreacionizmus és intelligens tervezés közti „hiányzó láncszemre” hivatkoznak. A könyv megjelenését követően az Egyesült Államok számos államában indult kampány a természettudományos órákon történő használatáért, mint az „intelligens tervezés elméletét” bemutató kiegészítő tankönyv.

|                        | 1986 – Vázlat az Edwards kontra Aguillard előtt Biology and Creation („Biológia és Teremtés”) | 1993 – Második kiadás Of Pandas and People („Pandákról és Emberekről”) | 2005 – A harmadik, átdolgozott kiadás vázlata The Design of Life („Az Élet Terve”) |
| ---------------------- | --- | --- | --- |
| Angol nyelvű eredeti   | Creation means that the various forms of life began abruptly through the agency of an intelligent creator with their distinctive features already intact—fish with fins and scales, birds with feathers, beaks, and wings, etc.                                       | Intelligent design means that various forms of life began abruptly through an intelligent agency, with their distinctive features already intact— fish with fins and scales, birds with feathers, beaks, and wings, etc.                                               | Sudden emergence holds that various forms of life began with their distinctive features already intact, fish with fins and scales, birds with feathers and wings, animals with fur and mammary glands.                                        |
| Magyar nyelvű fordítás | A teremtés azt jelenti, hogy az élet különböző formái hirtelen jelentek meg egy intelligens teremtő működésének eredményeként, már meglévő megkülönböztető jegyeikkel együtt – a halak uszonyokkal és pikkelyekkel, a madarak tollakkal, csőrrel és szárnyakkal, stb. | Az intelligens tervezés azt jelenti, hogy az élet különböző formái hirtelen jelentek meg intelligens tevékenység eredményeként, már meglévő megkülönböztető jegyeikkel együtt – a halak uszonyokkal és pikkelyekkel, a madarak tollakkal, csőrrel és szárnyakkal, stb. | A hirtelen felbukkanás úgy tartja, hogy az élet különböző formái már meglévő megkülönböztető jegyeikkel együtt jelentek meg – a halak uszonyokkal és pikkelyekkel, a madarak tollakkal és szárnyakkal, az állatok szőrrel és emlőmirigyekkel. |

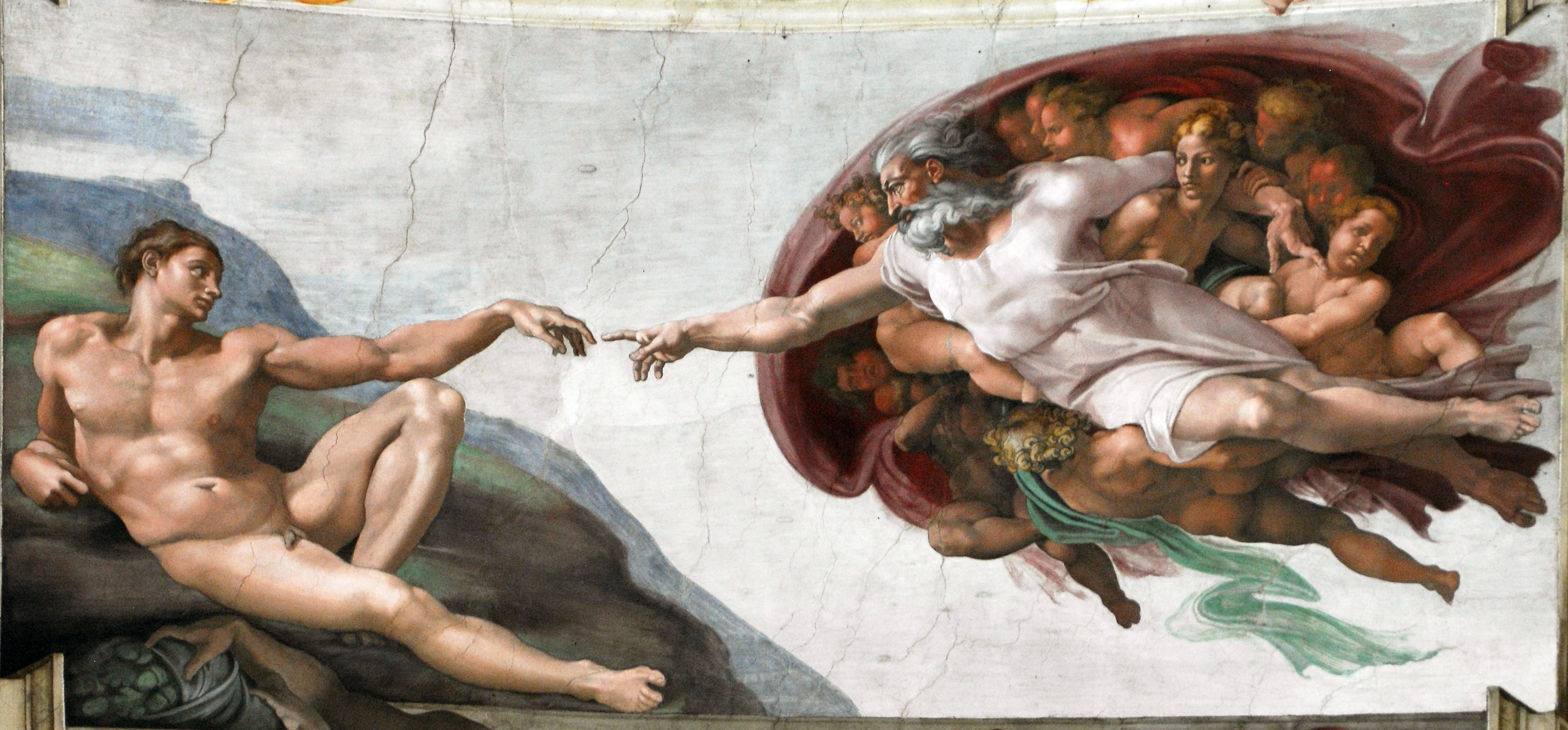
az Ék-dokumentum fedőlapján Michelangelo híres festménye, az Ádám teremtése látható, s a szöveg is több ponton tesz utalásokat a keresztény vallásra.

1990-ben megalakult a Discovery Institute (DI) konzervatív keresztény agytröszt. Az intézet Center for the Renewal of Science and Culture („Központ a tudomány és kultúra megújításáért”) nevű részlege, melyet kifejezetten azért alapították, hogy „részt vegyen a közoktatásban zajló darwinista vitában” 1996-ban indul el.
A Discovery Institute akcióterve, az Ék-stratégia 1999-ben kiszivárgott az Internetre. Az Ék-dokumentum által felvázolt PR-kampány a közvélekedés megváltoztatását, a tömegtájékoztatás, egyes nonprofit szervezetek és politikusok befolyásolását célozza meg. A kritikusok szerint ez a dokumentum demonstrálja leginkább, hogy a Discovery Institute és az intelligens tervezés célja leginkább politikai, s nem tudományos természetű.
2004. december 14–én tizenegy szülő, az American Civil Liberties Union az Americans United for Separation of Church and State és a Pepper Hamilton LLP pert indított a doveri iskolaszék ellen, mely igyekezett megváltoztatni az iskolakörzet tantervét oly módon, hogy az az intelligens tervezést, mint az „élet eredetét magyarázó”, evolúcióval szembeni alternatív tudományos elméletet is tartalmazza. A doveri pandaperként is ismertté vált Kitzmiller kontra doveri iskolaszék ügy döntése alapján az iskolaszék intelligens tervezéssel kapcsolatos szabályzása megsértette az USA alkotmányának első kiegészítésének az állam és egyház szétválasztásáról rendelkező cikkelyét. Az ítélet továbbá kimondta, hogy az intelligens tervezés nem tudomány, s képtelen megkülönböztetni magát kreacionista, így vallásos elődeitől.

#### Az intelligens tervezés története Magyarországon
A következőkben az intelligens tervezés mozgalmának magyarországi története kerül ismertetésre. A leírásban szerepel a mozgalom amerikai történetének néhány fontosabb állomása. Az intelligenstervezés-kreacionizmus mozgalmának kialakulásáról és történetéről az intelligens tervezés története című szócikk ad bővebb felvilágosítást.
1996
- szeptember Az USA-ban megjelenik Michael Behe Darwin's Black Box (Darwin fekete doboza) című könyve.
- október Szentpétery Péter Az Iskolakultúra októberi számában közzéteszi „Hol voltál…” (Miért nem fogadom el az evolúciót?) című cikkét. Ebben az írásában Szentpétery még a bibliai teremtéstudományt hirdető szerzőkre hivatkozva veti fel az evolúcióval szembeni „alternatív értelmezések” iskolában történő oktatását.

1998
- május Az MTA folyóirata, a Magyar Tudomány közreadja Tóth Tibor Tudomány, hit, világmagyarázat című írását.[55]
- Tasi István olvassa a cikket, és felveszi a kapcsolatot Tóth Tiborral, általa kerül ismeretségbe Jeszenszky Ferenccel, Szentpétery Péterrel és Szabó Attilával.[56] Korábban már mindhárman részt vettek a „teremtéstudomány” (itt: azon nézet, miszerint a bibliai teremtéstörténet természettudományos alátámasztottsággal rendelkezik[J 4]) tudományos alternatívaként történő hirdetésében.[57][58][59]

1999
- március 12. „A teremtés koronája” – teista konferencia. Felszólal többek között Michael Cremo, Jeszenszky Ferenc és Szentpétery Péter. A konferencia nyilatkozatot adott ki, melynek utolsó bekezdése a következő:

Kérjük ezért az oktatásban, a tantervek kidolgozásában és az ismeretterjesztésben dolgozó szakembereket és tanárokat, hogy az evolúcióelméleteket a felvetett, tudományosan megalapozott kritikai szempontokkal és alternatív magyarázatokkal együtt mutassák be.
- Megjelenik Tasi István Ahol megáll a tudomány című könyve (LAL Kiadó, Bhaktivedanta Kulturális és Tudományos Intézet), mely az evolúció elméletével szemben a védikus kreacionizmus szemléletét kínálja.

2001
- Megalakul az Értelmes Tervezettség Munkacsoport.
- április Megjelenik Szentpétery Péter „Alkotásainak értelmes vizsgálata” című cikke a Theologiai szemlében.[61] Ezen cikkben már túlnyomórészben a Discovery Institute munkatársainak műveire hivatkozik.

2002
- Megjelenik Michael Behe Darwin fekete doboza című könyvének magyar kiadása (Harmat kiadó).
- Megjelenik Tasi István és Hornyánszky Balázs A természet IQ-ja című könyve (Kornétás kiadó). A könyv elkészítésében közreműködött többek között Farkas Ferenc is. Az előszót Jeszenszky Ferenc írta. E könyv ugyancsak védikus alternatívát kínál az evolúcióval szemben.

2003
- Az ÉRTEM levelet fogalmaz meg az Oktatási Minisztérium számára, melyben azt kérik, hogy az iskolákban az „intelligens tervezés elméletét” egyenrangú lehetőségként ismertessék.[4][62][5]

2004
- 2004-es év végén Tasi István szerkesztésében megjelenik A tudomány felfedezi Istent – Intelligens tervezés – az evolúcióelmélet új riválisa című könyv (Aeternitas kiadó).

2005
- Megjelenik Tóth Tibor Tudomány, hit, világmagyarázat című könyve (Fókusz kiadó), melynek alapjául a Magyar Tudományban 1998-ban megjelent cikke szolgált. Lektorai Jeszenszky Ferenc, az ÉRTEM alapító tagja és Ruff Tibor, a Hit Gyülekezetének teológusa. Tóth e könyvében következőképpen nyilatkozik az intelligens tervezésről:

Az ID [Intelligent Design - értelmes tervezés] nagy szerepet játszik a szigorúan materialista-ateista tömegek és a közvélemény megszólításában. Legnagyobb eredményeit abban éri el, hogy bibliai kiindulópont nélkül, tudományos konklúzióként is eljuttathat nyitott gondolkodású embereket a világ szellemi eredetének és csodálatos tervezettségének felismeréséhez. Innen már könnyebb eljutni ahhoz, amit a Róm 1,20 keresztény nézőpontból is szemléletesen megvilágít: ahhoz, hogy a Biblia Istenének keze munkájából maga az Alkotó is felismerhető, aki azonos az Intelligens Tervezővel, biztosítva a tervezés és kivitelezés utolérhetetlen összhangját.
- április Az USA-ban zajló Selman kontra Cobb Megyei Iskolakörzet per során – melyhez a körzet iskolaszékének azon döntése vezetett, miszerint az evolúciót tárgyaló tankönyvekre egy figyelmeztető cédulát kell ragasztani, mely szerint az evolúció „csak egy elmélet” és „nem tény”[64] – a Krisna-tudat Nemzetközi Szervezete (ISKCON) helyi szervezete támogatásáról biztosította az iskolaszéket, a bírósághoz intézett levelében kifejtve, hogy nem érzik úgy, hogy a cédula előnyben részesítené a keresztény vallást saját nézeteikkel szemben.[65]
- október 26. Klubbeszélgetés a Mindentudás Egyeteme keretében. Résztvevők: Kampis György, Pléh Csaba, Tasi István, Jeszenszky Ferenc. Kampis az index.hu-nak adott 2008-as interjújában a következőképpen nyilatkozik az eseményről:

Volt korábban egy vitaest az akadémián, amin én is részt vettem, ott megjelentek az értelmes tervezettség hívei beszélgetőpartnerként és a közönség soraiban is. Utána a neten és a médiában olyan beállításokkal találkoztunk részükről, hogy nahát, már az akadémiára is bejutottak. Szó sincs erről, az történt, hogy mi voltunk elég hülyék ahhoz, hogy szóba álltunk velük, különben sehova nem jutottak volna. Azt gondolom most, hogy nem kell foglalkozni ezekkel az emberekkel, nem kell nekik teret adni, főjenek a saját levükben.
- december 20. Az Amerikai Egyesült Államokban véget ér a doveri pandaper.

2006
- A Védikus Tudományok Kutatóközpontjának első budapesti plakátkampánya.[67]

2007

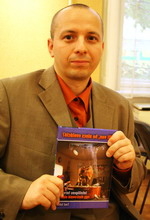
Tasi István és Mi van, ha nincs evolúció? című könyve. Kiskunhalas, 2007. október 27.

- Megjelenik Tasi István Mi van, ha nincs evolúció című könyve (Kornétás kiadó).
- június 8. Az Európa Tanács által kiadott „A kreacionizmus veszélyei az oktatásban” című jelentés az intelligens tervezésről a következőket tartalmazza: „A kreacionizmus semelyik formájában – ilyen például az 'intelligens tervezés' – sem tényekre alapul, nem használ tudományos érvelést és tartalma szánalmasan inadekvát a természettudományos órák számára”[68]

2008
- március 3. Az MTA – másik 67 ország tudományos akadémiájához hasonlóan[69] – állásfoglalásban nevezi tudományon kívüli elképzelésnek, mely az evolúciós elméletet áltudományos érvelésekkel kritizálja.[13]
- május A Védikus Tudományok Kutatóközpontja újabb plakátkampányt indít Budapesten.
- december A Magyar Tudomány c. folyóirat „Az »értelmes tervezettség« hiedelmének boncolgatása…” címszó alatt több cikket is megjelentet a témával kapcsolatban, köztük Tasi István „Tudomány a bíróságon” című írását is.

2009 – Charles Darwin születésének kétszázadik évfordulója
- Az ÉRTEM tagjai újabb felhívást intéztek az Oktatási Minisztériumhoz. Eredményt ezúttal sem érnek el.[70]
- Tasi és Hornyánszky A természet IQ-ja című könyve megjelenik angol nyelven (Nature's IQ, Touchstone). Az angol kiadás előszavát Michael Cremo jegyzi.[71]

### A nézet alapfeltevései

Egy Gram-negatív baktérium ostorának sematikus ábrázolása. Az intelligens tervezés szószólói a baktériumok ostorát, a véralvadást és az immunrendszert gyakran egyszerűsíthetetlenül összetett rendszereknek nevezik, melyek szerintük az evolúció során nem jöhettek létre. Tudományos vizsgálatok ezt nem támasztják alá.

Miután nyilvánvalóvá vált, hogy az Edwards kontra Aguillard perrel a tudományos kreacionizmus elvesztette a közoktatás természettudományos tananyagába kerülésért vívott harcát, Phillip E. Johnson amerikai jogászprofesszor – akit szokás az intelligens tervezés atyjának is nevezni – lefektette a „teista realizmus” alapjait, mely az intelligens tervezés tudományos életbe történő integrálásának filozófiai alátámasztását hivatott nyújtani. Johnson szerint a fővonalbeli tudomány téved, mivel szerinte evolúciós filozófia dominál benne. Amellett érvel, hogy hiba a tudomány részéről az intelligens tervezés, a teremtő elvetése, mivel ez elkerülhetetlenül kudarchoz vezet. Arra a következtetésre jutott, hogy a kreacionistáknak újra kell definiálniuk a tudományt, hogy az figyelembe vegye a természetfelettit. Erre való törekvésének részeként hozta létre az Ék-stratégiát. Az ék-stratégia szószólói a mereven szemben állnak a materializmussal, a naturalizmussal és az evolúcióval, s kimondott céljuk ezek eltávolítása a tudomány működéséből és tanításából. A Johnson által indított program két prominens résztvevője Michael Behe és William Dembski (mindketten a Discovery Institute munkatársai), akik úgy vélik, az élővilág vizsgálata intelligens tervezés jeleit mutatja.
Az ÉRTEM tagjai gyakran hivatkoznak Michael Behe egyszerűsíthetetlen összetettségnek nevezett azon érvére, miszerint egyes biológiai rendszerek túlságosan összetettek ahhoz, hogy evolúciós folyamatok során, egyszerűbb, „kevésbé teljes” elődök fokozatos átalakulásával jöhessenek létre. A lektorált publikációkban megjelenő az egyszerűsíthetetlen komplexitásra felhozott példák cáfolatainak ellenére az intelligens tervezés mozgalmának szószólói és más kreacionisták körében ma is népszerű érvnek számít.
Ugyancsak többször hivatkozott érv a William Dembski által specifikált komplexitásnak nevezett nézet. Dembski szerint specifikált összetettség akkor van jelen egy konfigurációban, hogyha olyan mintázatot mutat, amely nagy mennyiségű, függetlenül meghatározott információt tartalmaz és egyben komplex is. Demsbki szóhasználatában akkor komplex egy konfiguráció, ha előfordulásának valószínűsége alacsony. Szerinte a specifikáltan összetett struktúrák jelenléte a természetben egy intelligens tervezőre utal. A „specifikált összetettség” nézetét széles körben matematikailag értelmetlennek tartják, és nem épül rá független információelméleti, komplexitáselméleti vagy biológiai kutatómunka sem. Wesley Elsberry és Jeffrey Shallit tanulmánya rámutat, hogy „Dembski munkája önellentmondásoktól, szóazonosságra alapuló érveléstől, hibás matematikahasználattól, gyenge kutatómunkától és mások eredményeinek félreértelmezésétől hemzseg”.
A 2000-es években az intelligenstervezés-mozgalom szószólóitól – köztük a mozgalom atyjától, Phillip E. Johnsontól, Paul Nelsontól, a Discovery Institute munkatársától és az ÉRTEM tiszteletbeli elnökétől, Jeszenszky Ferenctől is – megjelentek olyan nyilatkozatok, melyek elismerik, hogy az intelligens tervezés az evolúció elméletével kidolgozottságában és tudományos alátámasztottságában nem összemérhető nézet. Michael Behe a Kitzmiller kontra doveri iskolaszék-per során elismerte, hogy az ő fogalomhasználata szerint az „elmélet” kifejezés, melyet az intelligens tervezésre alkalmaz, elég tágan értelmezhető ahhoz, hogy kritériumai szerint az asztrológia (csillagjóslás) is elméletnek minősüljön.

## A Mozgalom tagjainak nézetei a tervező kilétéről és a tervezés módszeréréről
Az intelligens tervezés szószólói a szélesebb nyilvánosság számára igyekeznek azt kommunikálni, hogy az intelligens tervezés egy tudományos elmélet, s nem tesz a Tervező személyére vonatkozó állításokat. A mozgalom szószólói felvetették lehetséges magyarázatként a földi élet földönkívüli eredetét feltételező pánspermia elméletét, s az időutazó sejtbiológus általi tervezést, gyakorlatilag azonban mindegyikük egy természetfeletti teremtő általi teremtést tekinti magyarázatnak.
Bár az Értelmes Tervezettség Mozgalmával kapcsolatban úgy nyilatkoznak, hogy a tervező személye és módszere nem vizsgálható tudományos módszerekkel, más fórumokon a vallásuk kinyilatkoztatottnak tekintett írásaiban szereplő eredetmítoszok bizonyos interpretációit állítják be az evolúció (egyben más tudományterületek) tudományos riválisaként (lásd még: tudományos kreacionizmus, védikus tudomány).
A következőkben a mozgalom néhány prominens magyarországi képviselőjének nézetei kerülnek bemutatásra.

### Tasi István
Tasi István – szerzetesi nevén: Isvara Krisna dász – (sz. 1970) kulturális antropológus, vaisnava teológus és lelkész, tagja a Magyarországi Krisna-tudatú Hívők Közösségének, s a Bhaktivedanta Hittudományi Főiskola tanára, az ÉRTEM alapító tagja. A védikus kreacionizmus és az intelligens tervezés egyik legismertebb magyarországi szószólója. Védikus kreacionizmusnak, Krisna-kreacionizmusnak illetve hindu kreacionizmusnak nevezik a Krisna-tudat Nemzetközi Szervezete (ISKCON) által vallott nézeteket az univerzum és az élővilág származásáról.
Az ISKCON az evolúciót elutasító vallási csoportok közé tartozik, több tagja az evolúció és a modern evolúciós szintézis aktív ellenzője. Az általuk kinyilatkoztatottnak tekintett indiai szent iratok teremtésmítoszainak az az értelmezése, melyet ők vallanak, szerintük „elfogadható, logikus alternatívát mutat” a mozgalom alapítója által értelmetlennek nevezett evolúciós elmélettel szemben.
Az ISKCON „védikus tudományokat” kutató és népszerűsítő tagjai – nem ritkán az alkalmazott módszerek tudományos szigorát, a modellek precizitását, a kutatók becsületességét megkérdőjelezve – gyakran kétségbe vonják a modern tudományok, köztük a biológia, fizika, archeológia, orvostudomány, pszichológia, nyelvészet azon eredményeit, melyek ellentmondani látszanak a védikus iratok általuk történő értelmezésének, nézeteik alátámasztására azonban készek elfogadni anekdotikus, megcáfolt, áltudományos állításokat többek között UFO-észlelésekről és eltérítésekről, fosszilis anomáliákról, testen kívüli élményekről, a víz gyógyító célzattal végzett akarattal történő programozásáról, hominid kriptidekről (pl.:jetikről) és egyszerűsíthetetlen összetettségről.
– Tasi István, MTV - Záróra, 2007. október 31.
A Tasi István által vallott kreacionista elképzelés szerint a fajok változatlanul, a kezdetek óta mai formájukban lakják élőhelyeiket, egyetlen szuperintelligens őstől származnak, s egy teremtési folyamat során jöttek létre. A nézet szószólói szerint a vaisnava irodalom pontos adatokkal szolgál ezen élőlényeket illetőleg A „védikus rendszertan” nyolcmillió négyszázezer fajt különít el. Bár az élőlények örökíthető jellemzőinek nemzedékről nemzedékre történő fokozatos változását például a szelektív tenyésztésből származó megfigyelések esetében elismerik, azonban szerintük ezen élőlények „alapvető felépítésüket” még földtörténeti korszakokon keresztül sem változtatják meg, evolúció az ISKCON nézete szerint nem játszódik le. A nézet szerint a világban található a fajok száma változatlan, se nem csökken, se nem növekszik. Ha bizonyos fajok a Földön ki is halnak, a világegyetem más tájain – más bolygókon – tovább léteznek.
Tasi István az intelligens tervezést alátámasztandó gyakran hivatkozik az ugyancsak Krisna-hívő Michael Cremo (Ő Kegyelme Drutakarma Prabhu) és Richard L. Thompson (Sadáputa dásza) Forbidden Archeology: The Hidden History of the Human Race (Tiltott régészet – Az emberi faj rejtélyes eredete – magyarul csak a rövidített változata, Az emberi faj rejtélyes eredete – A tudomány titkainak szenzációs leleplezése! jelent meg) című könyvére. E kötetben nézetük szerint alátámasztják a védikus írások azon értelmezését, miszerint az ember jelenlegi formájában sokkal régebb óta lakja a Földet, mint amennyire a modern tudományos kutatás eredményeiből, például az archeológiai, paleontológiai és genetikai bizonyítékokból következtetni lehet. Cremo és Thompson műveit (hasonlóan Erich von Däniken és Graham Hancock munkásságához) a tudományos közvélemény áltudománynak, pszeudoarcheológiának tekinti.
Mind a „fiatal föld”, mind a védikus kreacionizmus jellemző eleme a különböző kormeghatározó módszerek eredményeinek kétségbevonása. Míg a fiatal Föld kreacionizmus hívei szerint az univerzum kb. 6000 évvel ezelőtt, egyszeri teremtés során (a semmiből, ex nihilo) jött létre, addig a védikus kreacionizmus szószólói szerint a teremtés ciklikus folyamat, a jelenlegi univerzum pedig kb. százötvenbillió éves. Mindkét nézet tartalmazza azonban azon elemet, hogy a dinoszauruszok és az emberek egy időben kortársak voltak. A bibliai és a védikus értelmezés is egy özönvíznek tulajdonítja pusztulásukat, ennek idejét azonban különböző időpontokra teszik – a fiatal Föld kreacionisták a bibliai özönvíz (kb. i.e. 2500), az ISKCON a Brahmá legutóbbi napjának alkonyakor beköszöntő részleges pusztulás idejére. Tasi részletkérdésnek tekinti, hogy a Mozgalom tagjai között akadnak, akik szerint a Föld kora nem több, mint 6000 év.

### Jeszenszky Ferenc

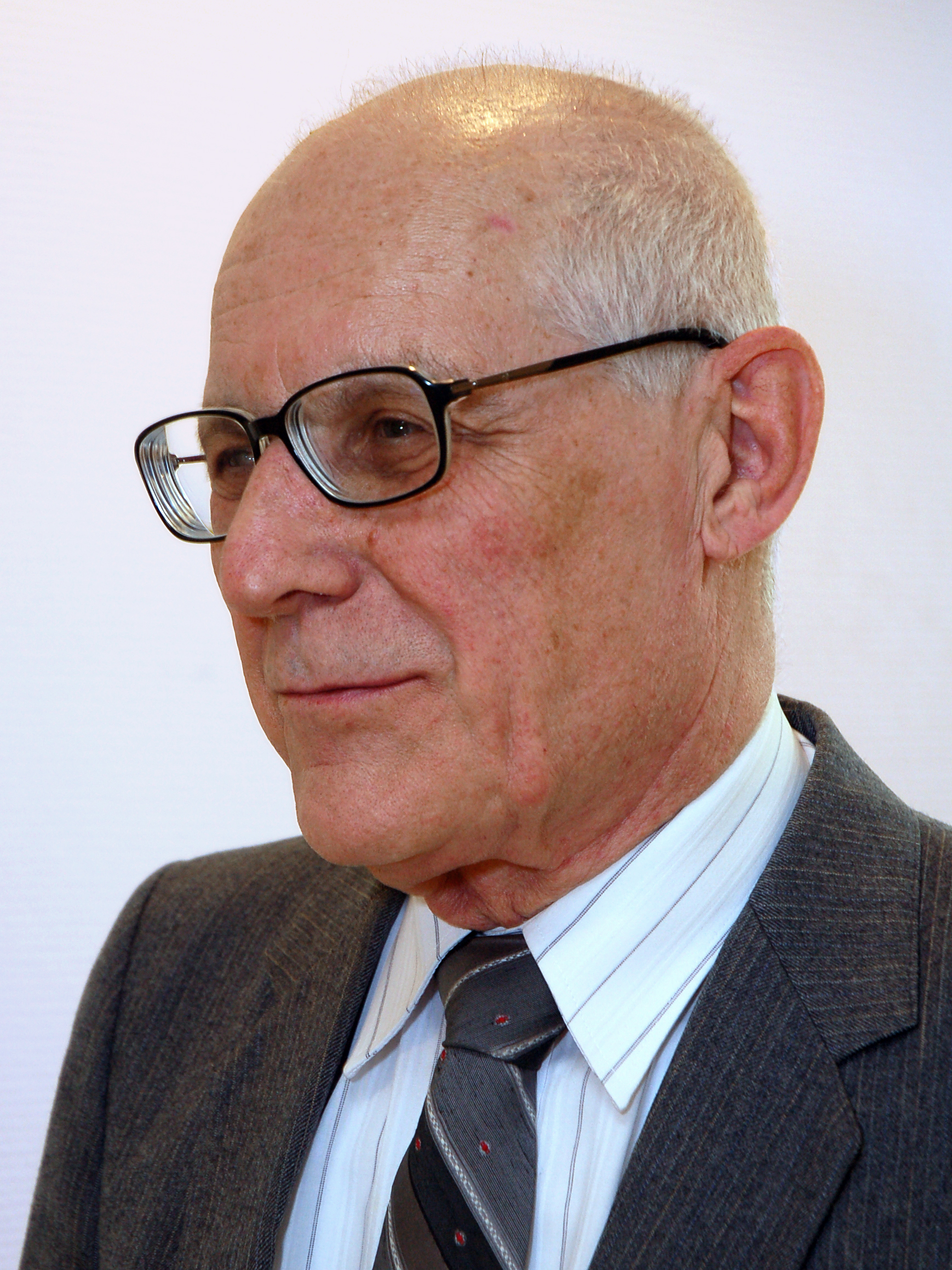
Jeszenszky Ferenc 2009 áprilisában

Jeszenszky Ferenc (1932 – 2011) fizikus, az MTA Kutatásszervezési Intézetének nyugalmazott főosztályvezetője, az ÉRTEM alapító tagja és tiszteletbeli elnöke. Evangélikus vallású. Keresztény csoportok számára teremtéstudományról szóló előadásokat tartott Magyarországon és más országokban, köztük Lengyelországban is. Teremtéstudomány témakörben rendszeresen előad a kreacionista Protestáns Teremtéskutató Kör által szervezett előadásokon – például az általuk szervezett Genezis Tábor keretében is. Magyarra fordította William A. Dembski Intelligens tervezettség – híd a tudomány és a teológia között című könyvét.
Az ausztrál fiatal Föld kreacionista Answers in Genesis szervezet munkatársai, Don Batten, Ken Ham, Jonathan Sarfati és Carl Wienland által jegyzett Kérdések a kezdethez – a teremtés logikája (The Answers Book – The Most-asked Questions about Creation, Evolution & The Book of Genesis Answered!) című könyvhöz írott ajánlásában méltatja a tudományos kreacionizmust, mely szerinte az utóbbi negyven évben egyre több érvet sorakoztatott fel az evolúció ellen, s tette a teremtést egyre inkább elfogadottá. Véleménye szerint a fiatal Föld kreacionizmust hirdető könyv „segít kiszabadulni a tudomány köntösében megjelenő ateista-materialista világnézet eszmei szorításából”.
– Jeszenszky Ferenc: Keresztyénség vagy evolúció?
Fundamentum Evangéliumi Alapítvány - 91.levélmissziós füzet
A védikus kreacionista Tasi és Hornyánszky A Természet IQ-ja című könyvéhez írott előszavában a mutációk és szelekció általi evolúció valószínűtlenségéről értekezve Jeszenszky az „univerzum feltételezett évmilliárdjairól” beszél, mely ugyancsak a „fiatal Föld” elképzelésére utal. Jeszenszky a 6000 éves Föld és a több milliárd fényévre lévő csillagok közötti ellentmondás kiküszöbölésére olyan világmodellt fogad el magyarázatnak, mely szerint a Földön eltelt hatezer év alatt a világűrben évmilliárdok telnek el.
A Fundamentum Evangéliumi Alapítvány 91. levélmissziós füzetében Jeszenszky „Kereszténység vagy evolúció?” című írásában az „evolúció kérdését” olyan csatatérként jellemzi, ahol ma az Isten és a Sátán seregei megütköznek.
Jeszenszky aláírója a Darwin Skeptics (hibásan az MTA tagjaként jegyezve) és a Discovery Institute által készített A Scientific Dissent of Darwinism nyilatkozatoknak.
Jeszenszky szerint az evolúció sérti a termodinamika második főtételét, ezért nem játszódhatott le. Bár az érvelés téves voltára évtizedekkel ezelőtt rámutattak (CF001), kreacionista körökben máig általánosan használt.

### Farkas Ferenc
Farkas Ferenc (sz. 1962) vegyészmérnök, az ÉRTEM alapító tagja és 2008-tól a Mozgalom elnöke. Nem tagja vallási csoportnak. Az ÉRTEM többi tagjával együtt Farkas szintén több sebből vérző, „materialista” elméletnek nevezi az evolúciót, „mely egy természeten kívüli lény létezése nélkül” kívánja megmagyarázni a világot.
Behe egyszerűsíthetetlen összetettség érvelése mellett Tasi Istvánhoz hasonlóan Farkas Ferenc ugyancsak használja a védikus kreacionista Michael Cremo Tiltott régészet című könyvét. Farkas Ferenc volt Tasi István szakdolgozati témavezetője a Bhaktivedanta Hittudományi Főiskolán; a 2005-ben megvédett szakdolgozat címe: „Eredetmagyarázatok – Az evolúcióelmélet védikus és jelenkori alternatívái”.

### Szentpétery Péter
– Szentpétery Péter: „Hol voltál...?” (Miért nem fogadom el az evolúciót). Iskolakultúra, 1996/10
Szentpétery Péter (sz. 1956) teológus, az Evangélikus Hittudományi Egyetem Vallás- és Társadalomtudományi Tanszékének tanszékvezető docense, az ÉRTEM alapító tagja. Szentpétery a német fiatal Föld kreacionista Werner Gitt és az ugyancsak fiatal Föld kreacionista John Mackay (az ausztrál Answers In Genesis nevű fiatal Föld kreacionista szervezet társalapítója, jelenleg a Creation Research igazgatója) hatására kezdett kételkedni az evolúcióban és kezdett foglalkozni a „közvetlen teremtéssel”, mint alternatívával. Szentpétery az ÉRTEM-ben végzett tevékenységei mellett ugyancsak részt vesz a keresztény, bibliai kreacionista Protestáns Teremtéskutató Kör által szervezett rendezvényeken.
Szentpéterynek az evolúcióval szemben Bibliai ellenvetései vannak. Az evolúciós elmélet (szóhasználatában: „evolúciótan”) és a bibliai teremtéshit összeegyeztethetőségének lehetősége számára nem kielégítő és nem megnyugtató. Szerinte az ember evolúciós származásának a bűn és a halál kérdésében következményei vannak – nézete szerint ha az ember az állatvilág része, akkor az erőszakossága, agressziója Isten előtt is mentségül kell, hogy szolgáljon. Az ember származásával kapcsolatos véleménye, hogy a „teremtésről” kizárólag a Teremtő képes biztos felvilágosítással szolgálni, és ő nem „valamiféle korhoz kötött emberré válást” sugallt. Szentpétery már 1996-ban – az ÉRTEM megalakulása előtt öt évvel – hangoztatta azon nézetét, mely szerint kívánatos lenne, ha legalább a középiskolában, de jobb lenne, ha már az általános iskolában helyet kapnának „alternatív értelmezési lehetőségek”. Szentpétery emberi jogának tartja, hogy azt állítsa, minden őse rögtön ember volt, állati elődök nélkül.

### Szabó Attila
Szabó Attila (sz. 1956) az ÉRTEM alapító tagja. Biológia-rajz szakos általános- és középiskolai tanár, rajzot és művelődéstörténetet tanít. Ezen kívül a Sola Scriptura Lelkészképző és Teológiai Főiskolán (a Hetednapi Adventista Egyházból kivált Keresztény Advent Közösség főiskolája) szerzett diplomát, s ugyanitt a „Biblia és a képzőművészet” című tárgyat oktatja. Már jóval a Mozgalom megalakulása előtt járta az országot „előadásokat, vetítéseket, beszélgetéseket tartva a Biblia, a művészet, a teremtés és evolúció, a természet és az egészséges életmód tárgykörökből”.
Bár a Mozgalom a szélesebb közönség felé azt kommunikálja, hogy a Tervező kiléte és módszerei nem vizsgálhatók tudományos módszerekkel – így kívül esnek a Mozgalom „kutatási területén”, az Értelmes Tervezettség Mozgalom 2006-os konferenciájáról készült „Hogyan jelent meg az élet a Földön – Konferencia a legnagyobb rejtélyről” című DVD-n (Reménység Evangelizációs Központ, 2007) Szabó úgy nyilatkozik, hogy a teremtés esztétikai elemzéséből következtetni lehet a teremtő tulajdonságaira. Érvelését többek között a „fiatal Föld” kreacionista Werner Gitt-től, a Bibliából, továbbá a hetednapi adventisták prófétanőjétől, Ellen G. White-tól vett idézetekkel igyekszik alátámasztani.

## A Mozgalom a médiában és az interneten
A mozgalom tagjai több alkalommal szerepeltek mind a közszolgálati, mind a kereskedelmi televíziókban, rádiókban. Tasi István szerepelt többek között a TV2 Frei Dosszié című műsorában, a Magyar Televízió Napi Mozaik, Záróra és A sokszínű vallás című műsoraiban. Jeszenszky Ferenc és Farkas Ferenc az MTV Kultúrház című műsorának Darwin-évforduló alkalmából sugárzott adásában szerepeltek. Tasi István gyakori vendége a PAX TV műsorainak is.
2009-ben „Értem” címmel magazinműsort indított a Tiszáninneni Református Egyházkerület és a Tiszántúli Református Egyházkerület tulajdonában lévő Európa Rádió, melynek ügyvezető igazgatója Bacsó István, a Mozgalom tagja.
A Discovery Institute-hoz hasonlóan az ÉRTEM is nagy hangsúlyt fektet nézeteinek az interneten történő terjesztésére. A mozgalom (a Védikus Tudományok Kutatóközpontjához hasonlóan) a hivatalos honlap mellett 2008 márciusa óta csatornát tart fenn a YouTube-on. A legtöbb 2009 márciusa óta feltöltött, továbbá több korábbi videó esetében az értékelés és a kommentálás lehetőségét a csatorna fenntartói kikapcsolták, vagy már eleve nem engedélyezték.
Az ÉRTEM „szimbolikus képviselője”, Dr. Fejtő R. Miklós a Wikipédiáról - ertem.hu, 2008. július 19.
A Wikipédia szerkesztési elveivel kapcsolatban mind a Discovery Institute, mind az ÉRTEM ellenérzéseket fogalmaz meg. 2008-ban az ÉRTEM „szimbolikus képviselőjén”, Dr. Fejtő R. Miklóson (fiktív személy – az egyesület honlapján szemüveges, fehér köpenyes rajzfiguraként ábrázolva) keresztül bírálja a magyar Wikipédiát és szerkesztőit. Az ÉRTEM a Mozgalom honlapján egy olvasói levélre írott válaszban azt kifogásolta, hogy a mozgalom tagjai által végzett szerkesztéseket – melyek nézetük szerint reális képet festenek az egyesületről, tagjaikról és az „elméletről” – a Wikipédia szerkesztői felülbírálják. Ezen írásban az enciklopédia szerkesztőit az „uralkodó nézet vazallusainak” nevezik, akik mindent megtesznek azért, „hogy az érdekeiknek ellentmondó vélemények ne jelenhessenek meg”. Ezt az írást később eltávolították a mozgalom honlapjáról, jelenleg csak bejelentkezett felhasználók érhetik el. Az ÉRTEM honlapján egy újabb cikkben Tasi István az „evolúció kontra intelligens tervezés” témakörében szélsőségesen elfogultként jellemzi az internetes enciklopédiát. Véleménye szerint ugyanaz történik itt, mint az oktatás és a tudományos ismeretterjesztés legtöbb, „az uralkodó szemléletmód iránt elkötelezett, a bírálatokat elfojtó csatornáján”.

## A Mozgalom céljai

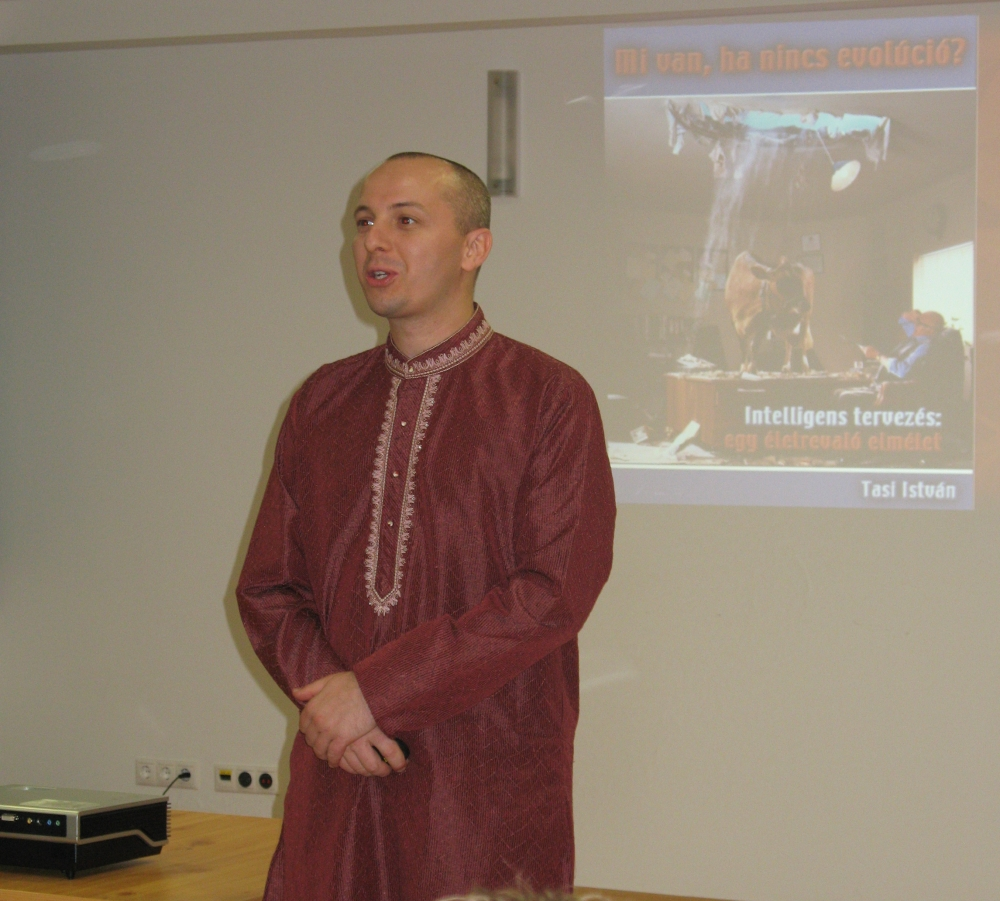
Tasi István, az ÉRTEM korábbi vezetője bemutatja Mi van, ha nincs evolúció? című könyvét.

Az Amerikai Egyesült Államokban a Discovery Institute számos kampányt indított az intelligens tervezés nézetének oktatásáért. Ezek közé tartozik például a Tanítsd a vitát és az Evolúció kritikai elemzése is. Véleményük szerint (s ez a vélemény az ÉRTEM nyilatkozataiban is megjelenik) a tudományos közösségben az evolúciós elmélet érvényessége szakmai vita tárgyát képezi, s erről a vitáról a tanulókat is tájékoztatni kell.
Az ÉRTEM – hasonlóan más országokban működő intelligenstervezés-kreacionista mozgalmakhoz és egyes vallási szervezetekhez – igyekszik elérni az intelligens tervezés nézőpontjának felvételét az iskolák természettudományos tananyagába. A szervezet az intelligens tervezést, mint az evolúcióval szembeni tudományos alternatívát igyekszik bemutatni. Véleményük szerint az evolúció elméletéről bebizonyosodott, hogy nem tartható, s csupán a „materialista” világkép fenntartása érdekében nem vetik azt el. Értelmezésükben az evolúció csupán egy ateista, materialista filozófiai irányzat, melynek alternatíva nélküli oktatása a természettudományos órákon szerintük az 1993. évi közoktatásról szóló LXXIX. törvény alapján nem jogszerű.

Az evolúció elméletének elfogadottsága a közvéleményben (Miller et al, 2006)
Az ÉRTEM tervei 2020-ra.

A Mozgalom 2003-ban az Oktatási Minisztériumhoz fordult a tanterv megváltoztatása érdekében, azonban sikert nem értek el.
Charles Darwin születésének kétszázadik évfordulója alkalmából újból az Oktatási minisztériumhoz fordultak, ezúttal a tankönyvek revízióját kérve. Az MR1 Krónika című műsorának kérdésére az Oktatási Minisztérium illetékese azt nyilatkozta, hogy a minisztérium álláspontja nem változott az intelligens tervezés természettudományos tananyagba történő felvételét illetően.
Az ÉRTEM 2009-ben kitűzött hosszú távú céljaként szerepel, hogy 2020-ra a magyar közvélemény 30 százaléka helyett 70 százalék ne higgyen az evolúcióban.
Tudományos szervezetek – köztük az American Association for the Advancement of Science – továbbá a Kitzmiller kontra doveri iskolaszék per ítélete szerint a mozgalom szószólói mesterséges viták fabrikálásával igyekeznek azt a hamis látszatot kelteni, hogy az evolúció „válságban lévő elmélet”, mivel a tudományos közösségben jelentős vita kereszttüzében áll.
Csányi Vilmos etológus, az MTA tagja a Magyar Tudomány 1998. szeptemberi számában a következőket írja:
Aki a mai biológiai folyóirat-irodalom évente sok ezernyi kötetéből azt olvassa ki, hogy a biológusok maguk sem értenek egyet az evolúció elméletével, az nem ismeri ezt az irodalmat még töredékeiben sem, nem érdemes vele vitatkozni, mert nincs miről
Mark Terry az intelligens tervezés, mint tudományos alternatíva oktatásáról a következőket jegyzi meg:
Furcsa az a tudományos forradalom, mely pozícióját középiskolák tananyagában igyekszik megerősíteni, mielőtt maguk a kutatások lezajlanának. Azonban ez a nyilvánvaló szépséghiba eltűnik, ha a forradalom a tudomány újradefiniálásán, és nem új kutatásokon alapszik.

### Intelligens tervezés és „tudományos prédikáció”
Tasi István (Isvara Krishna dasa),
 Dandavats.Com, 2008. február 16.
A védikus kreacionizmus nézetét valló Tasi István jegyzi a Mi van ha nincs evolúció? – Intelligens tervezés: egy életrevaló elmélet című kiadványt. A könyvet megjelenése után a MitNemTudás Egyeteme című bemutató körútján népszerűsítette tíz magyarországi városban, egyetemeken és könyvtárakban.
2008. február 16-án a Dandavats weboldalon beszámol arról, hogy a magyar média érdeklődéssel fogadja nézeteit, több riport és interjú készült vele a könyv kiadásának alkalmából. Említést tesz arról is, hogy az intelligenstervezés-mozgalom magyarországi ága a könyvvel kapcsolatos információkat és megrendelőlapokat küld szét 400 magyarországi középiskolába az ott tanító biológiatanárok részére.
Az Krisna-tudat Nemzetközi Szervezete számára fontos eszközt jelent az úgynevezett „tudományos prédikálás” (scientific preaching), azaz a tudósok és hibás tanításaik leleplezése, Isten létezésének tudományos elismertetése, annak elfogadtatása, hogy Krisna az élet eredete, s a valódi védikus igazságok bemutatása tudományos terminusokban.
Tasi könyvét bemutató írásában szót ejt arról is, hogy előadásai közben gyakran az intelligens tervező személyére és a teremtés módszerére terelődik a szó, mely során számot adhat a védikus szövegek igazságában való személyes hitéről, továbbá megjegyzi, hogy véleménye szerint a tudományról és intelligens tervezésről folytatott beszélgetések bevezetőként szolgálhatnak mélyebb prédikációs témákba. A Magyarországi Krisna-tudatú Hívők Közössége a 2007-es évi eseményeket összefoglaló videójában Tasi könyvét „tudományos prédikálásként” mutatja be.

## Kiadványok
Könyvek
- Hornyánszky Balázs – Tasi István: A természet IQ-ja. Kornétás Kiadó, Budapest, 2002
- Tasi István (szerk.): A tudomány felfedezi Istent : intelligens tervezés – az evolúcióelmélet új riválisa. Aeternitas Irodalmi Műhely, Budapest, 2004
- Tasi István: Mi van, ha nincs evolúció? Kornétás Kiadó, Budapest, 2007
- Tasi István (szerk.): Intelligens válasz. Spontán evolúció vagy tudatos tervezés révén jött létre az élővilág? Kornétás Kiadó, Budapest, 2009
- Dr. Jonathan Wells: Darwinizmus és intelligens tervezettség. Kornétás Kiadó, 2010

DVD
- Jeszenszky Ferenc, Farkas Ferenc, Bacsó István, Szabó Attila: Hogyan jelent meg az élet a Földön – Konferencia a legnagyobb rejtélyről. Értelmes Tervezettség Mozgalom; Reménység Evangelizációs Központ, 2007
- A kiváltságos bolygó
- Az élet rejtélyének megfejtése